# 納羅莫魯
納羅莫魯是東非國家肯雅的城鎮，位於該國中部納羅莫魯河畔，由中部省負責管轄，距離赤道數十公里，東面是肯雅山，主要經濟活動是旅遊業，1999年人口2,643。